# Euphoria (Ali-As-Album)
Euphoria (englisch für Euphorie) ist das dritte Soloalbum des Münchener Rappers Ali As. Es erschien am 1. April 2016 über das zur Warner Music Group gehörende Label Embassy of Music als Standard- und Limited-Edition, inklusive Bonus-EP, Instrumentals, T-Shirt und Textbuch.

## Produktion
Das Album wurde u. a. von den Musikproduzenten ELI und David Ruoff produziert.

## Covergestaltung
Das Albumcover zeigt Ali As, der seine Hände auf die Köpfe zweier Frauen legt. Beide haben ihren Mund geöffnet und auf ihrer Zunge liegt je eine weiße Tablette. Alle drei Personen sind komplett in Weiß gekleidet. Über bzw. unter dem Bild stehen die Schriftzüge Ali As und Euphoria in pinken Buchstaben auf weißem Grund.

## Gastbeiträge
Auf fünf bzw. sechs Liedern des Albums sind neben Ali As weitere Künstler zu hören. So haben die Sängerin Namika und der Sänger Malo Gastauftritte in den Songs Lass sie tanzen (Square Dance) bzw. Was für’n Leben, während der Titeltrack Euphoria eine Kollaboration mit dem Rapper Kollegah ist. Außerdem wird Ali As auf Stempel im Pass von MoTrip unterstützt und der Rapper Farid Bang ist bei dem nach ihm benannten Titel vertreten. Des Weiteren sind die Rapper Weeh 78 und Kolja auf dem Song Wir sind Major, der auf der Bonus-EP enthalten ist, zu hören.

## Titelliste
| #  | Titel                          | Gastmusiker | Länge |
| -- | ------------------------------ | ----------- | ----- |
| 1  | Denkmäler                      |             | 3:31  |
| 2  | Silber oder Blei               |             | 3:52  |
| 3  | Lass sie tanzen (Square Dance) | Namika      | 3:45  |
| 4  | Was für’n Leben                | Malo        | 3:10  |
| 5  | Farid Bang                     | Farid Bang  | 3:40  |
| 6  | Dope in der Denim              |             | 3:21  |
| 7  | Monstertruck                   |             | 3:18  |
| 8  | Jetzt komm‘ wir                |             | 4:02  |
| 9  | Ferienhaus                     |             | 2:51  |
| 10 | Euphoria                       | Kollegah    | 4:13  |
| 11 | Comeback / Bombtrack           |             | 3:33  |
| 12 | Stempel im Pass                | MoTrip      | 3:16  |
| 13 | 1 Mio Psychos                  |             | 3:32  |
| 14 | Erpresserbrief                 |             | 3:45  |

Bonus-Song der iTunes-Version:
| #  | Titel  | Gastmusiker | Länge |
| -- | ------ | ----------- | ----- |
| 15 | Panzer |             | 3:23  |

Bonus-EP Re-Up der Limited-Edition:
| # | Titel           | Gastmusiker       | Länge |
| - | --------------- | ----------------- | ----- |
| 1 | Minority Report |                   | 2:42  |
| 2 | Fahnen im Staub |                   | 2:52  |
| 3 | Wir sind Major  | Weeh 78 und Kolja | 3:46  |
| 4 | Upper & Downer  |                   | 4:25  |
| 5 | Jetlag zur Welt |                   | 2:54  |

## Chartplatzierungen und Singles
Euphoria stieg am 8. April 2016 auf Platz 6 in die deutschen Albumcharts ein, was für Ali As die bisher höchste Chartplatzierung bedeutet. Nach drei Wochen verließ der Tonträger die Top 100. In Österreich und der Schweiz erreichte das Album Rang 16 bzw. 24.
Am 18. Dezember 2015 kündigte Ali As das Album mit einem Trailer, der ihn auf Hawaii zeigt, an. Das erste Musikvideo zum Lied Farid Bang, das gleichzeitig als Download-Single erschien, wurde am 28. Januar 2016 veröffentlicht. Am 3. März folgte das zweite Video zum Song Lass sie tanzen (Square Dance), der Platz 37 der deutschen Charts erreichte, sich 23 Wochen in den Top 100 hielt und für mehr als 200.000 Verkäufe eine Goldene Schallplatte bekam. Anschließend wurde der Titeltrack Euphoria am 25. März 2016 als dritte Single ausgekoppelt und am Erscheinungstag des Albums wurde zudem ein Video zu Stempel im Pass veröffentlicht. Weitere Musikvideos zu Was für’n Leben, 1 Mio Psychos und Denkmäler erschienen am 5. August, 16. September und 18. Oktober 2016.

## Rezeption
| Professionelle Bewertungen | Professionelle Bewertungen |
| -------------------------- | -------------------------- |
| Kritiken                   |                            |
| Quelle                     | Bewertung                  |
| laut.de                    | [ 6 ]                      |

Laura Sprenger von laut.de bewertete Euphoria mit drei von möglichen fünf Punkten. Ali As zähle „sowohl technisch als auch textlich zur A-Liga des Landes,“ er befinde sich aber auf einem „schmalen Grat zwischen Poet und Prolet.“ So versuche er sich mit Liedern wie Lass sie tanzen (Square Dance) an die Chartmusik anzubiedern. Insgesamt steche Euphoria „deutlich aus dem grauen Einheitsbrei heraus,“ biete aber „zuweilen mehr Überraschungsmomente als man verdauen kann.“